# کلارک (نبراسکا)
کلارک(به انگلیسی: Clarks) شهری در ایالت نبراسکا کشور ایالات متحده آمریکا است که جمعیت آن در سرشماری سال ۲۰۱۰ میلادی، ۳۶۹ نفر بوده‌است.